# テュケー

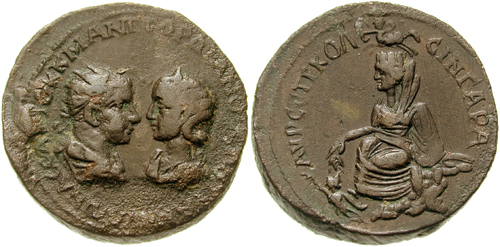
ゴルディアヌス3世のコインの裏に刻まれたテュケー。

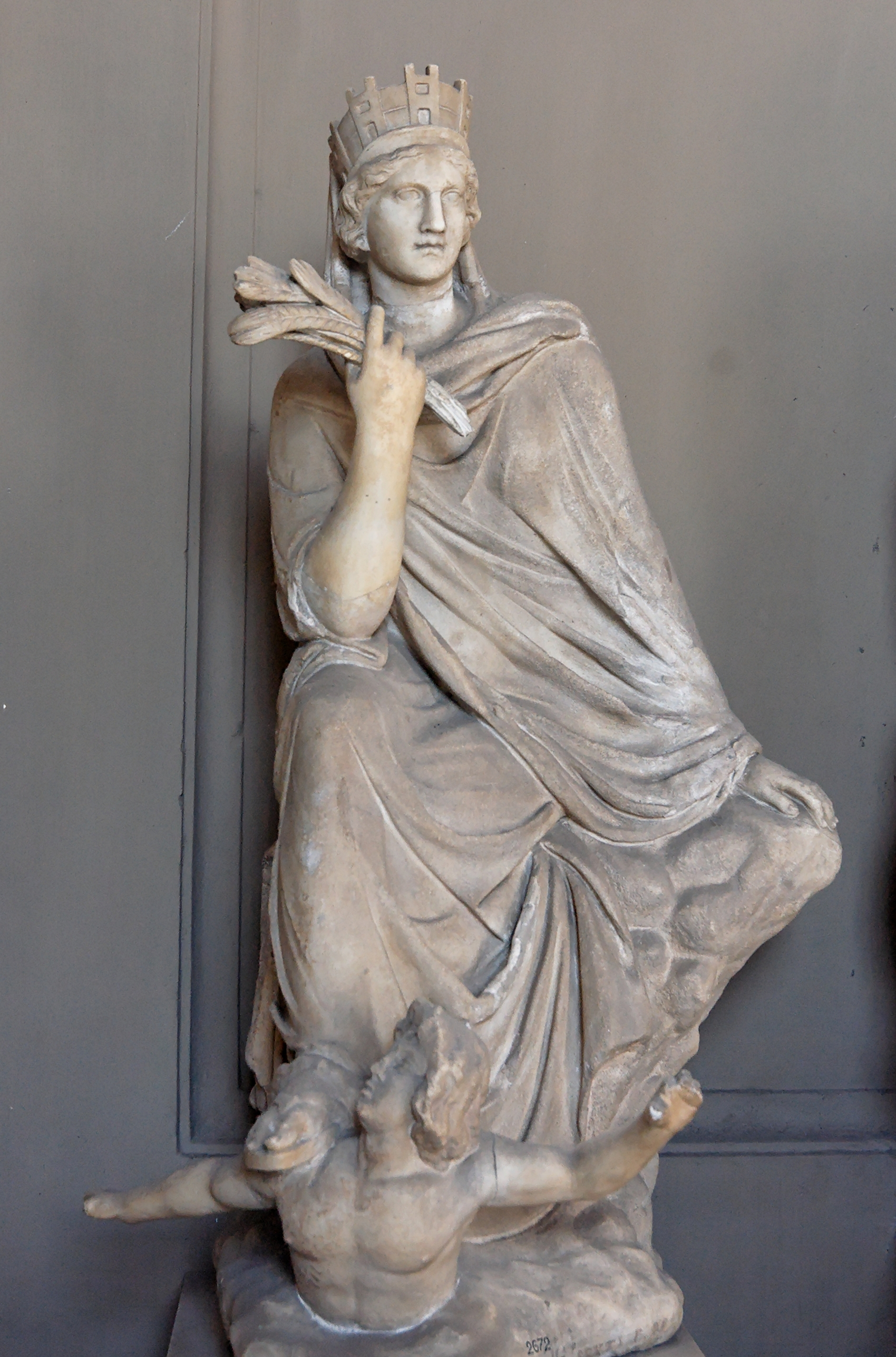
アンティオキアのテュケー、バチカン美術館燭台のギャラリー。

テュケー（古希: Τύχη, Týchē）は、ギリシア神話における都市の財産と繁栄、そしてその運命を司る中心的な女神であった。その名は「運」を意味するギリシャ語で、ローマ神話のフォルトゥーナに対応する。

## 概要
ヘレニズム時代、次第に各々の都市はそれぞれの城壁を模した城壁冠を被ったテュケーを祭るようになった。
文学における彼女の家系も様々で、ヘルメースとアプロディーテーの娘とされたり、オーケアニス（オーケアノスとテーテュースの娘）の一人とされた。更に、ネメシスとアガトス・ダイモーン（善き霊）と結び付けられた。
ヘレニズム時代、キリスト教化までの3世紀間の硬貨にはテュケーが刻まれたものが多く見られ、エーゲ海の都市で顕著である。
中世美術では彼女はコルヌコピアや舵を持ち、運命の輪と共に描かれ、運命の輪の全てを統括していた。
また、ガンダーラのギリシャ仏教美術ではハーリティー（鬼子母神）と密接に関連する。